# 1299년

## 연호
- 원(元) 대덕(大德) 3년
- 일본(日本) 에이닌(永仁) 7년 / 쇼안(正安) 원년
- 쩐 왕조(陳朝) 흥롱(興隆) 7년

## 기년
- 원(元) 성종(成宗) 5년
- 고려(高麗) 충렬왕(忠烈王) 복위 원년
- 쩐 왕조(陳朝) 영종(英宗) 7년

## 사건
- 오스만 1세에 의해 오스만 제국(1299 ~ 1922년)이 세워지다.
- 마르코 폴로 동방 견문록 지음

## 사망
7월 15일-노르웨이의 국왕 에이리크 2세